# Manel Lloret Zaragozi
Manel Lloret Zaragozi (Muro d'Alcoi, Comtat, 4 d'agost de 1981) és un ciclista valencià, professional des del 2005 fins al 2009. De la seva carrera esportiva destaquen les victòries a la Volta a la Comunitat de Madrid i d'una etapa a la Volta a Andalusia.
El 2006 es va veure implicat en l'Operació Port pel simple fet de pertànyer a l'equip Comunitat Valenciana. L'única implicació era per figurar al calendari de competicions de l'equip, i així sent identificat per la Guàrdia Civil com a possible client de la xarxa de dopatge liderada per Eufemiano Fuentes amb el nom en clau Lloret. Manel Lloret no fou sancionat per la Justícia espanyola en no tenir cap prova per demostrar un dopatge d'equip ni individual, tot i no ser el dopatge un delicte a Espanya en aquell moment, i tampoc va rebre cap sanció en negar-se el jutge instructor del cas a facilitar als organismes esportius internacionals (AMA, UCI) les proves que demostrarien la seva implicació com a possible client de la xarxa de dopatge.
Cap dels esportistes implicats en aquesta operació van poder justificar-se davant de cap jutge ni organisme i van veure acabada la seva trajectòria esportiva.
Un cop retirat, s'ha dedicat a la docència al IES Joan Ramon Benaprès de Sitges i segueix en actiu al món de l'esport al Club Natació Sitges, com a triatleta. Ha aconseguit diverses victòries en triatlons i diverses classificacions d'honor.

## Palmarès
- 2006
  - Vencedor d'una etapa de la Volta a Andalusia
- 2007
  - 1r a la Volta a la Comunitat de Madrid i vencedor d'una etapa
  - 3r al Campionat d'Espanya de contrarellotge
- 2008
  - Vencedor d'una etapa de la Volta a Extremadura
- 2009
  - Vencedor d'una etapa del Cinturó a Mallorca
  - Vencedor d'una etapa de la Volta a Zamora